# Gregory Raleigh
Gregory “Greg” Raleigh (* 1961 v Orange v Kalifornii) je americký rádiový vědec, objevitel, vynálezce, a podnikatel v oborech bezdrátové komunikace, teorie informace, mobilních operačních systémů, lékařských zařízení a síťové virtualizace. K jeho objevům a vynálezům patří první kanálový model bezdrátové komunikace, který umožňuje přesně počítat výkonnost pokročilých anténních systémů, technologie MIMO-OFDM používaná v současných bezdrátových sítích a zařízeních Wi-Fi a 4G, vyšší přesnost radioterapie pro léčení rakoviny, vylepšení 3D zobrazovacích metod pro lékařské operace a cloudová platforma Network Functions Virtualization pro operátory mobilních sítí, která svým uživatelům umožňuje úpravy a přizpůsobování služeb pro chytré telefony.

## Životopis
Raleigh získal titul B.S.E.E. na California Polytechnic State University, a tituly M.S.E.E. a Ph.D. na Stanfordově univerzitě. V roce 1984 nastoupil do Watkins-Johnson Company jako rádiový inženýr, a později postoupil na funkci hlavního výzkumníka a viceprezidenta výzkumu a vývoje. Poté se podílel na založení pěti společností: Clarity Wireless, Airgo Networks, Headwater Research, ItsOn, a Chilko Capital.
Pro obor bezdrátových komunikací vyvinul Raleigh detailní a přesný kanálový model, který pracuje s více anténami. Tento model použil pro vývoj technik zpracování signálu chytrými anténami, které fungují v prostředí velmi rychlých úniků, vícecestného šíření, a duplexní komunikace s frekvenčním dělením. Výsledkem tohoto výzkumu bylo zjištění, že vícecestné šíření lze využít pro značně zvyšení kapacity bezdrátové komunikace, což umožňuje dosažení přenosových rychlostí srovnatelných s drátovými sítěmi. V článku, který přednesl v roce 1996 v Londýně na konferenci GLOBECOM, Raleigh prezentoval první formální matematický důkaz, že v přítomnosti přirozeně se vyskytujícího vícecestného šíření lze použít více antén se speciálními technikami zpracování signálu pro přenos více datových proudů současně na stejné frekvenci, čímž se kapacita (přenosová rychlost) bezdrátového spoje několinásobně zvýší. Od dob Guglielma Marconiho bylo vícecestné šíření vždy považováno za problém, kterému je třeba předcházet. Objev, že jej lze využít pro zvýšení výkonnosti obrátil století praxe rádiového inženýrství naruby. V následujících odborných článcích Raleigh navrhl řadu dalších vylepšení včetně použití OFDM s MIMO, technik pro prostorově frekvenční kódování, prostorově frekvenčně časový odhad kanálů a synchronizaci MIMO. Tyto vynálezy byly začleněny do standardů LTE, WiMAX, 802.11n a Wi-Fi 5.
V roce 1996 založili Raleigh, V.K. Jones a Michael Pollack firmu Clarity Wireless, která prakticky předvedla použití technologie MIMO a vyvinula technologii vektorového ortogonálního multiplexu s frekvenčním dělením (V-OFDM). V roce 1998 firmu Clarity Wireless odkoupila firma Cisco Systems. Raleigh, Jones a David Johnson založili společnost Airgo Networks, která v roce 2001 vyvinula čipové sady pro bezdrátové lokální sítě s technologií MIMO-OFDM. Společnost Airgo Networks navrhla MIMO jako nejlepší technologii pro splnění výkonnostních cílů bezdrátových lokálních sítí další generace a přispěla k vývoji standardu IEEE 802.11n. V roce 2003 začala společnost dodávat jako první na světě čipové sady pro MIMO-OFDM. Web Network World Raleigha během jeho působení v Airgo Networks zahrnul do seznamu „50 nejvýkonnějších osob v oblasti počítačových sítí“. Firmu Airgo Networks v roce 2006 odkoupila firma Qualcomm.
Na konci roku 2008 Raleigh s Charlesem Giancarlem založili technologickou inovační firmu Headwater Research, ve které se stal Lead Directorem. Raleighovy vynálezy v Headwater se týkaly bezdrátových a lékařských zařízení. Vynálezy zahrnují vylepšení operačních systémů pro mobilní zařízení, vylepšení radiční terapie pro léčení rakoviny, vylepšení 3D zobrazovacích systémů pro operace, a vylepšení cloudových přístupů k Network Functions Virtualization. Řízení mobilních OS i NFV jsou v současnosti široce používány.
Na konci roku 2009 Raleigh a Giancarlo založili společnost ItsOn zaměřenou na licencování a obchodní využití bezdrátových technologií, v níž byl Raleigh prvním CEO. Společnost ItsOn vyvinula cloudovou platformu Network Functions Virtualization (NFV, virtualizace síťových funkcí), která umožňuje operátorům implementovat inteligentní pravidla zohledňující kontext uživatele, včetně možnosti, aby si uživatel přizpůsoboval a spravoval služby svého mobilního telefonu. ItsOn spustil v květnu 2013 službu nazývanou Zact.
Raleigh je autorem více než 200 amerických a více než 150 mezinárodních patentů z oblasti rádiové komunikace, lékařských zařízení, operačních systémů pro mobilní zařízení, radarových systémů a virtualizace funkcí mobilních sítí.